# Merlimont
Merlimont är en kommun i departementet Pas-de-Calais i regionen Hauts-de-France i norra Frankrike. Kommunen ligger i kantonen Montreuil som tillhör arrondissementet Montreuil. År 2022 hade Merlimont 3 348 invånare.

## Befolkningsutveckling
Antalet invånare i kommunen Merlimont
| Referens: INSEE |